# 駐日カザフスタン大使館
駐日カザフスタン大使館（カザフ語: Қазақстанның Жапониядағы елшілігі、英語: Embassy of Kazakhstan in Japan）は、カザフスタンが日本の首都東京に設置している大使館である。在東京カザフスタン大使館（カザフ語: Қазақстанның Токиодағы елшіліг、英語: Embassy of Kazakhstan in Tokyo）とも。

## 沿革
1991年12月16日にカザフスタンが独立を宣言し、同年12月28日に日本は同国を主権国家として承認。1992年1月26日に両国の間で外交関係が樹立された。
1994年、ヌルスルタン・ナザルバエフ大統領が当時留学生だったサーブル・サイラウベコヴィチ・エシムベコフ（第5代駐日大使と同一人物）に駐日大使館開設を命令し、1996年2月22日に大使館が開設された。
1997年2月18日、チェレウーハン・カッブドゥラフマノフが皇居で信任状を捧呈して初代駐日大使に就任した。
SARSコロナウイルス2（いわゆる新型コロナウイルス）が日本において流行し始めた2020年3月1日、大使館は全ての在日カザフスタン人に対して情報登録に協力するよう呼び掛け、カザフスタン国籍保有者のため緊急事態用の電話番号を設けた。

## 所在地
| 日本語 | 〒106-0041 東京都港区麻布台1-8-14          |
| 英語   | Azabudai 1-8-14, Minato-ku, Tokyo 106-0041 |

## 大使
2025年1月5日より、アンヴァル・ミルザティラエフが臨時代理大使を務めている。

## ギャラリー

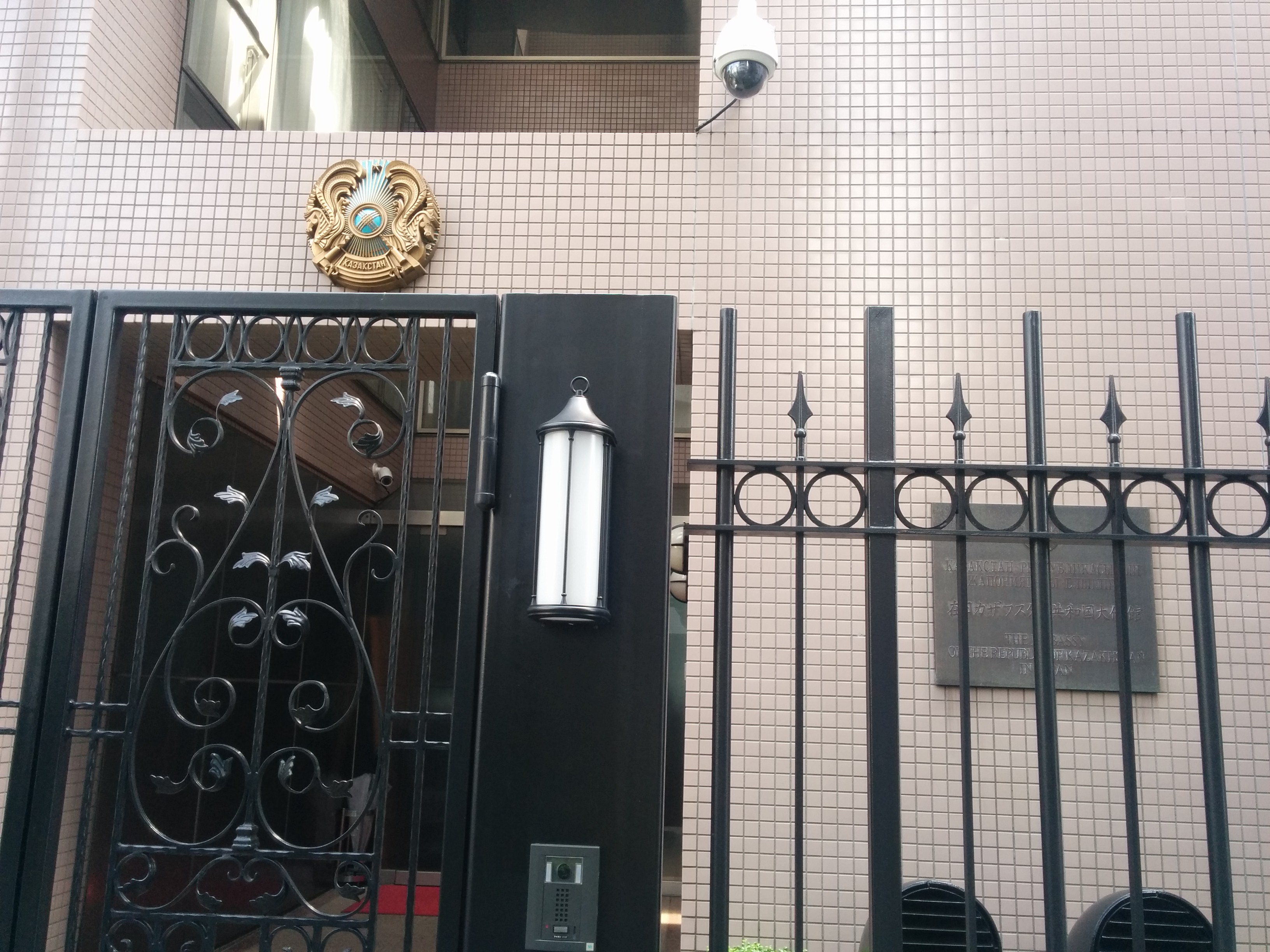
駐日カザフスタン大使館正門
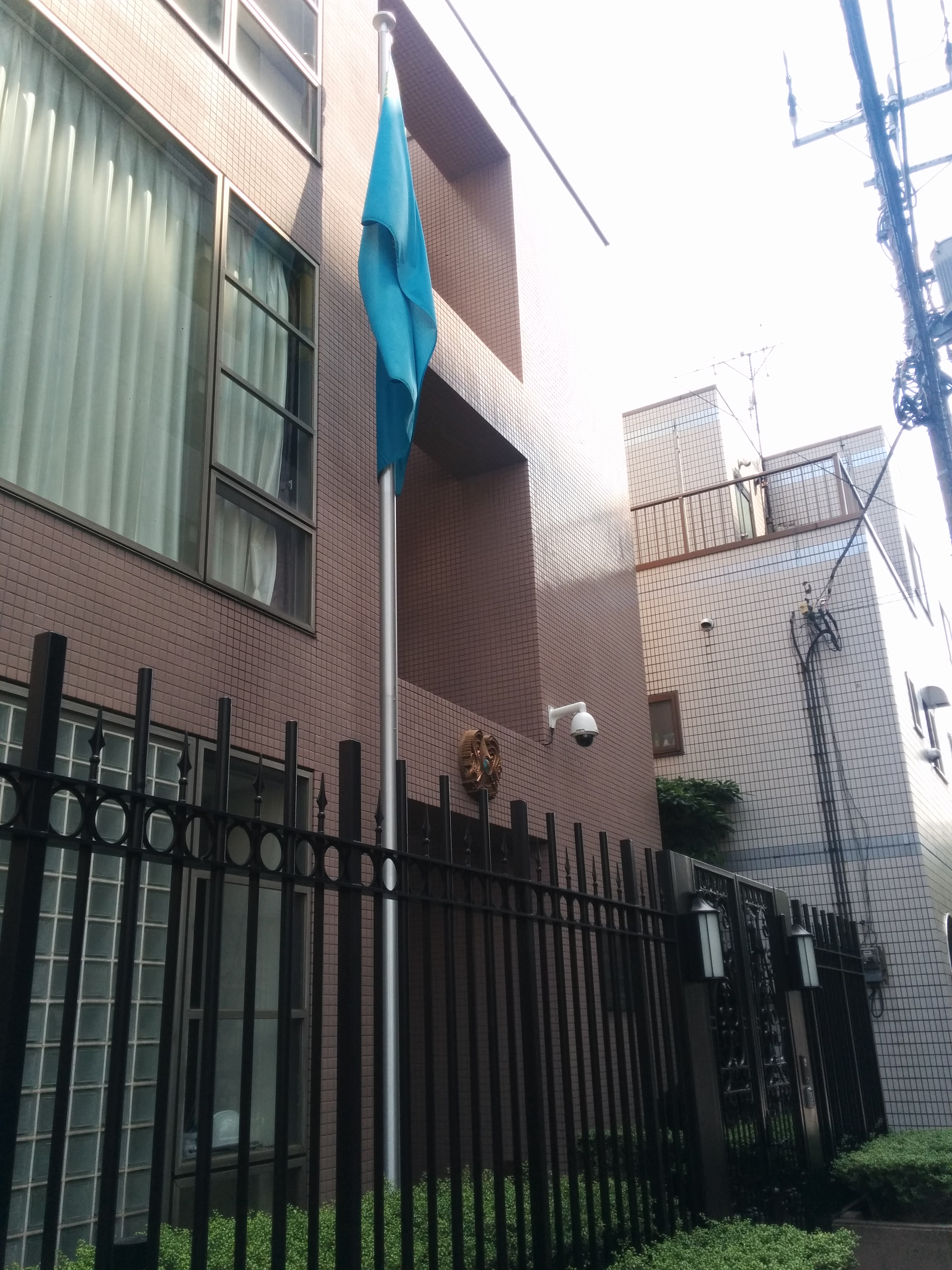
駐日カザフスタン大使館正門付近
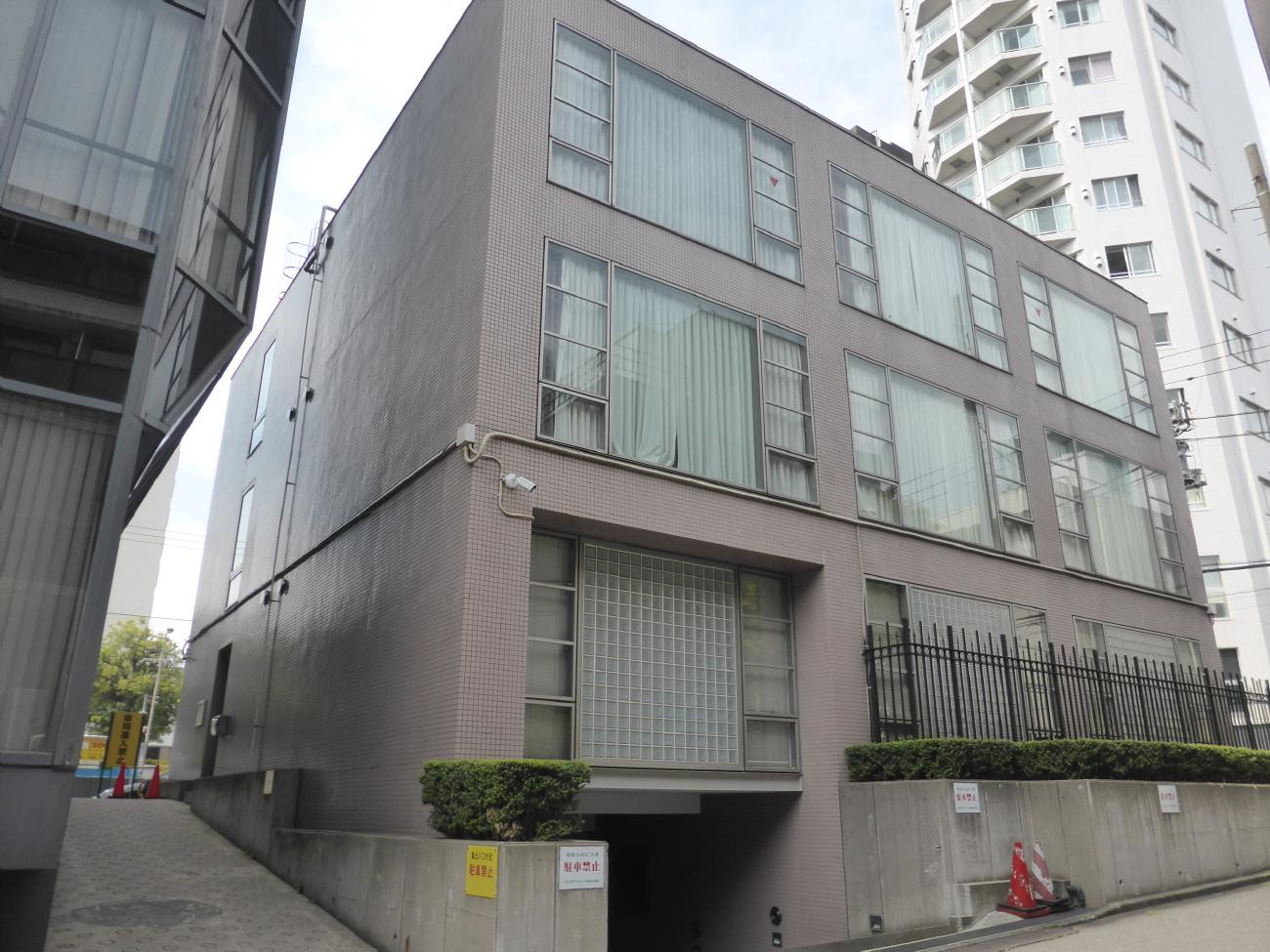
駐日カザフスタン大使館側面にある車庫

## 著名な在勤者
- クルマンセイト・バトルハン - 国士舘大学客員研究員